# Transfiguração de Jesus na arte

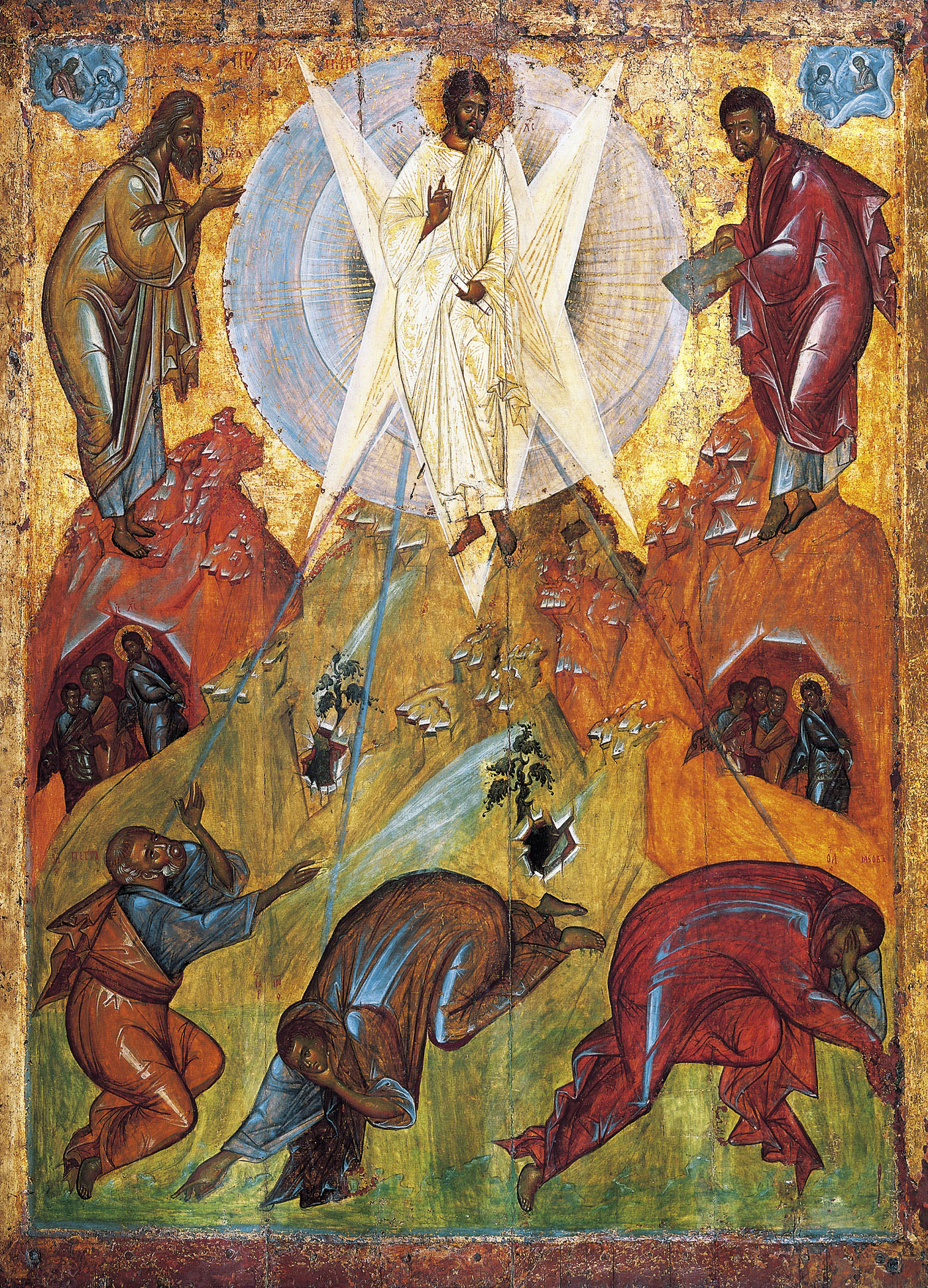
Ícone da Transfiguração por Teófanes, o Grego, século XV

A Transfiguração de Jesus tem sido um assunto importante na arte cristã, sobretudo na igreja oriental, cujos ícones mais marcantes mostram a cena.
A Transfiguração de Jesus é um episódio do Novo Testamento no qual Jesus é transfigurado (ou "metamorfoseado") e se torna "radiante" no alto de uma montanha, segundo narrado nos evangelhos sinóticos de São Mateus (17:1–9), São Marcos (9:2–8) e São Lucas (9:28–36) e, também, em uma epístola de São Pedro (II Pedro 1:16–18)
A Festa da Transfiguração do Senhor tem sido celebrada na igreja oriental desde pelo menos o século VI e é uma das Doze Grandes Festas da Ortodoxia Oriental, e por isso é amplamente representada, por exemplo, na maioria das iconóstases ortodoxas russas.  Na igreja ocidental a festa era menos importante, e não foi celebrada universalmente, ou em uma data consistente, até 1475, supostamente influenciada pela chegada a Roma em seis de agosto de 1456 da importante notícia da quebra do Cerco Otomano de Belgrado, que a ajudou a ser promovida a uma festa universal, mas de segundo grau. As representações ocidentais mais notáveis vêm dos próximos cinquenta anos após 1475, atingindo um pico na pintura italiana na década de 1510.
O assunto normalmente não aparece nos ciclos ocidentais da Vida de Cristo, exceto nos mais completos, como na Maestà de Duccio, e pode-se dizer que a iconografia ocidental teve dificuldade em encontrar uma composição satisfatória que não se limitasse a seguir a composição oriental extremamente dramática e confiante, que na moda ortodoxa permaneceu pouco alterada ao longo dos séculos.

## Iconografia

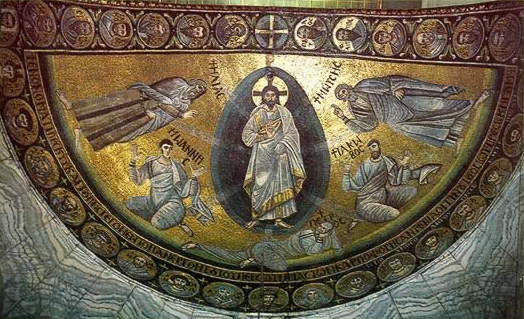
Mosaico da Transfiguração na abside do Mosteiro de Santa Catarina, Sinai, 565-66, a versão mais antiga da iconografia oriental que permaneceu até os dias atuais.

A versão mais antiga conhecida da representação padrão está em um mosaico da abside no Mosteiro de Santa Catarina no Monte Sinai, no Egito, datando do período de Justiniano, o Grande, e provavelmente encomendado por ele, onde o assunto tinha uma associação especial com o local.
Este raríssimo sobrevivente da arte bizantina de antes da iconoclastia bizantina mostra um Cristo em pé em uma mandorla com uma auréola cruciforme, ladeado por figuras de Moisés à esquerda com uma longa barba e Elias à direita. Abaixo deles estão os três discípulos nomeados como presentes nos evangelhos sinóticos: São Pedro, Tiago, filho de Zebedeu e João Evangelista.
Os relatos do Evangelho (Mateus 17:1–9, Marcos 9:2–8, Lucas 9:28–36) descrevem os discípulos como "com muito medo", mas também como inicialmente "pesados de sono", e acordando para ver Jesus conversando com Moisés e Elias e emitindo uma luz brilhante. Os discípulos são geralmente mostrados em uma mistura de poses prostradas, ajoelhadas ou cambaleantes que são dramáticas e ambiciosas para os padrões medievais e dão à cena muito de seu impacto. Às vezes todos aparecem acordados, o que é normal no Oriente, mas nas representações ocidentais às vezes alguns ou mesmo todos aparecem dormindo; Quando os rostos estão escondidos, como muitas vezes são, nem sempre é possível dizer qual é a intenção. Os métodos de representação da luz brilhante emitida por Jesus variam, incluindo mandorlas, emanando raios e dando-lhe um rosto dourado, como no Saltério de Ingeborg. No Oriente, a voz de Deus também pode ser representada pela luz que flui do alto para Cristo, enquanto no Ocidente, como em outras cenas em que a voz é ouvida, a Mão de Deus a representa com mais frequência nas primeiras cenas.
A imagem do Sinai é reconhecidamente a mesma cena encontrada nos ícones ortodoxos modernos, com algumas diferenças: apenas Cristo tem uma auréola, o que ainda é típico nesta data, e o fundo dourado remove a questão de retratar o cenário da montanha que causaria dificuldades posteriores aos artistas ocidentais. A forma do espaço da abside coloca os profetas e discípulos na mesma linha de chão, embora eles sejam facilmente distinguidos por suas diferentes posturas.  Mas há outras imagens antigas que são menos reconhecíveis e cuja identidade é contestada; Este é especialmente o caso em que os discípulos são omitidos em pequenas representações; a Lipsanoteca de Brescia (ou Cofre de Brescia) do século IV em marfim e uma cena nas portas de madeira do século V da Basílica de Santa Sabina em Roma podem mostrar a Transfiguração com apenas três figuras, mas, como muitas pequenas representações iniciais de milagres de Cristo, é difícil dizer qual é o assunto.
Uma abordagem diferente e simbólica é feita no mosaico da abside da Basílica de Santo Apolinário em Classe em Ravena, também meados do século VI, onde figuras de meio comprimento de Moisés (sem barba) e Elias emergem de pequenas nuvens de ambos os lados de uma grande cruz gemada com uma Mão de Deus acima dela. Esta cena ocupa o "céu" sobre uma figura em pé de Santo Apolinário (que teria sido discípulo de São Pedro) em um jardim paradisíaco, que é ladeado por uma procissão em forma de friso de doze cordeiros, representando os Doze Apóstolos. Três outros cordeiros erguem-se mais altos, perto do horizonte do jardim, e olhando para a cruz gemada; estes representam os três apóstolos que testemunharam a Transfiguração.
Em representações mais verticais do tipo padrão, a cena se resolveu em duas zonas de três figuras: acima de Cristo e dos profetas, e abaixo dos discípulos. O mais alto era imponente, estático e calmo, enquanto na zona inferior os discípulos se espalhavam e se contorciam, dormindo ou aterrorizados. Nas representações orientais, cada profeta geralmente está tão seguro quanto uma cabra da montanha em seu próprio pequeno pico irregular; Cristo pode ocupar outro, ou mais frequentemente flutuar no ar vazio entre eles. Às vezes, os três flutuam, ou ficam em uma faixa de nuvem. As representações ocidentais mostram uma variedade semelhante, mas no final da Idade Média, à medida que os artistas ocidentais buscavam mais realismo em suas origens, o cenário da montanha tornou-se um problema para eles, às vezes levando a zona superior a ser colocada em um pequeno afloramento alguns metros mais alto do que os apóstolos, sendo o conjunto em um vale italiano. Duas composições de Giovanni Bellini, uma em Nápoles e outra no Museo Correr, em Veneza, ilustram o resultado bastante insatisfatório.

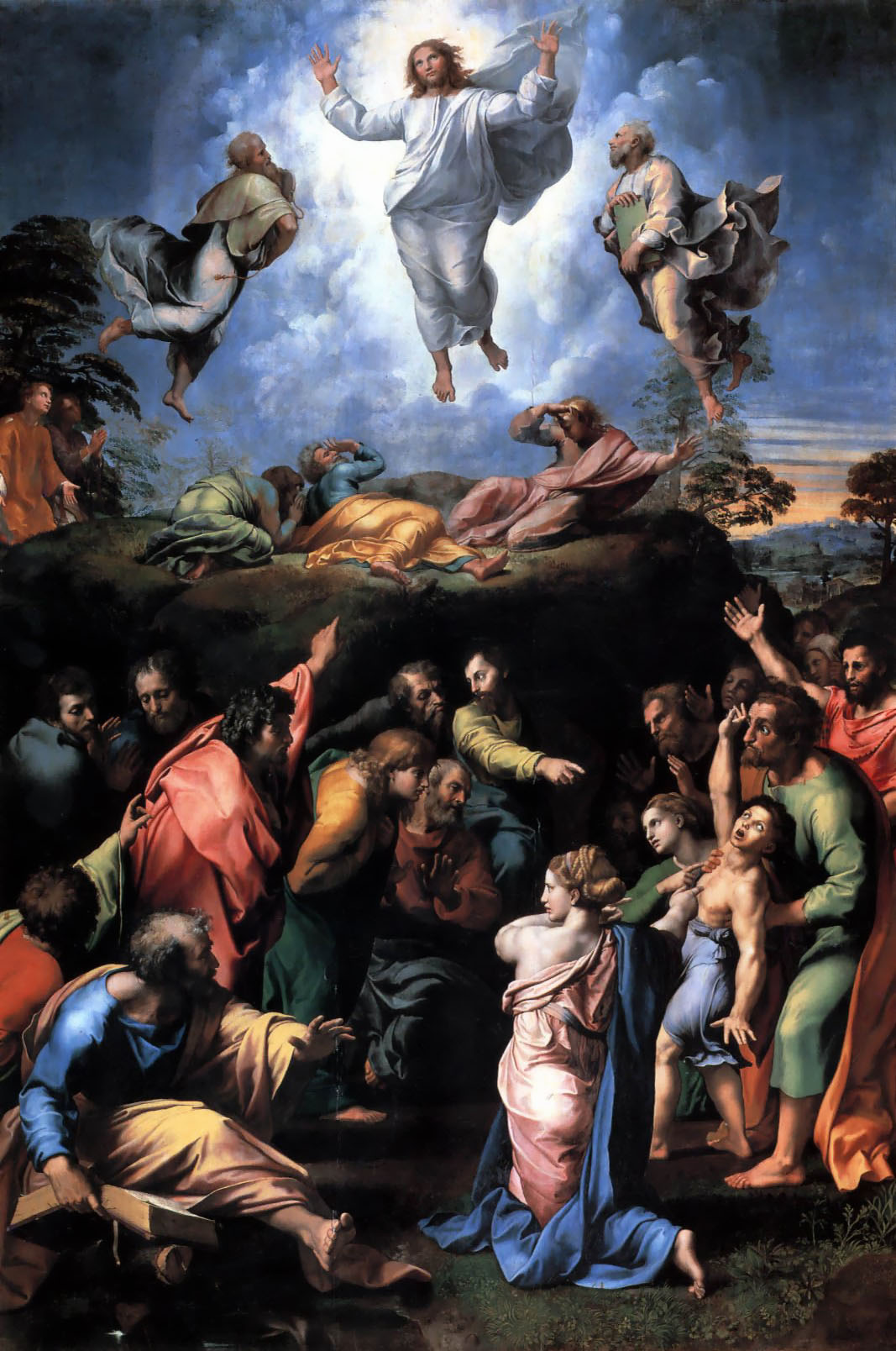
Transfiguração de Raphael (1518–1520)

Uma solução foi ter Cristo e os profetas flutuando bem acima do solo, o que é visto em algumas representações medievais e foi popular no Renascimento e, mais tarde, adotado por artistas como Perugino e seu pupilo Rafael, cuja Transfiguração nos Museus Vaticanos, sua última pintura, é sem dúvida a pintura ocidental mais importante do assunto, embora muito poucos outros artistas o seguiram na combinação da cena com o próximo episódio no Evangelho de Mateus, onde um pai traz seu filho epiléptico para ser curado. Esta é "a primeira representação monumental da Transfiguração de Cristo a ser inteiramente livre do contexto iconográfico tradicional", embora se possa dizer que mantém e reinventa o contraste tradicional entre uma zona mística e ainda superior e uma gama de atividades muito humanas abaixo. O Cristo flutuante inevitavelmente recorda a gama de representações de sua Ressurreição e Ascensão, uma associação que Rafael e artistas posteriores tiveram prazer em explorar para efeito.
A última pintura de Raphael, "Transfiguração de Jesus", é uma obra-prima que reflete seu domínio das técnicas de pintura renascentista. No entanto, também é muito influenciado pelo estilo bizantino de arte, particularmente em termos de seu uso de cor e perspectiva.
Na arte bizantina, a cor era usada para transmitir significado espiritual e emocional. O uso da cor por Rafael na "Transfiguração de Jesus" reflete essa tradição, pois ele emprega tons vívidos para simbolizar a luz divina que envolve Cristo durante sua transfiguração. O branco brilhante das vestes de Cristo, o amarelo-ouro de sua auréola e o azul brilhante do céu atrás dele servem para enfatizar a natureza etérea do evento. Da mesma forma, a arte bizantina favorecia um estilo hierático e achatado de perspectiva que enfatizava o significado espiritual das figuras representadas. Raphael emprega esse tipo de perspectiva com grande efeito. As figuras na metade inferior da pintura estão dispostas de forma estática, frontal, que transmite sua Solenidade e importância.
A "Transfiguração de Jesus" de Rafael é um exemplo impressionante da fusão dos estilos renascentista e bizantino. Ele mostra seu virtuosismo técnico e sua profunda compreensão do poder espiritual e emocional da cor e perspectiva.
A Chamada Dalmática de Carlos Magno no Vaticano, na verdade uma vestimenta bordada bizantina do século XIV ou XV, é uma das várias representações para incluir as cenas subsidiárias de Cristo e seus discípulos subindo e descendo a montanha,  que também aparecem no famoso ícone de Teófanes, o Grego (acima).

## Interpretação
A maioria dos comentaristas ocidentais na Idade Média considerava a Transfiguração uma prévia do corpo glorificado de Cristo após sua ressurreição. Em tempos anteriores, todo monge ortodoxo oriental que assumiu a pintura de ícones teve que começar seu ofício pintando o ícone da Transfiguração, a crença subjacente é que este ícone não é pintado tanto com cores, mas com a Luz tabórica e ele teve que treinar seus olhos para isso.
Em muitos ícones orientais uma mandorla de luz azul e branca pode ser usada. Nem todos os ícones de Cristo têm mandorlas e eles geralmente são usados quando algum avanço especial da luz divina é representado. A mandorla representa, assim, a "Luz incriada" que nos ícones da transfiguração brilha sobre os três discípulos. Durante a Festa da Transfiguração, os ortodoxos cantam um tropário que afirma que os discípulos "contemplaram a Luz até onde puderam vê-la", significando os diferentes níveis de seu progresso espiritual. Às vezes, uma estrela é sobreposta à mandorla. A mandorla representa a "nuvem luminosa" e é outro símbolo da Luz. A nuvem luminosa, sinal do Espírito Santo, desceu sobre a montanha no momento da Transfiguração e também cobriu Cristo. A iconografia bizantina da Transfiguração enfatizava a luz e a manifestação da glória de Deus. A introdução da mandorla da Transfiguração pretendia transmitir a luminescência da glória divina. A mais antiga mandorla da Transfiguração existente está no Mosteiro de Santa Catarina e data do século VI, embora tais mandorlas possam ter sido retratadas mesmo antes. [13] Os Evangelhos de Rabbula também mostram uma mandorla em sua Transfiguração no final do século VI. Estes dois tipos de mandorlas tornaram-se as duas representações padrão até o século XIV.
Os Padres Bizantinos muitas vezes se basearam em metáforas altamente visuais em seus escritos, indicando que eles podem ter sido influenciados pela iconografia estabelecida. Os extensos escritos de Máximo, o Confessor, podem ter sido moldados por suas contemplações sobre o katholikon no Mosteiro de Santa Catarina  – não é um caso único de uma ideia teológica aparecer em ícones muito antes de aparecer em escritos. Entre os séculos VI e IX, a iconografia da transfiguração no Oriente influenciou a iconografia da ressurreição, às vezes retratando várias figuras ao lado de um Cristo glorificado.

## Galeria

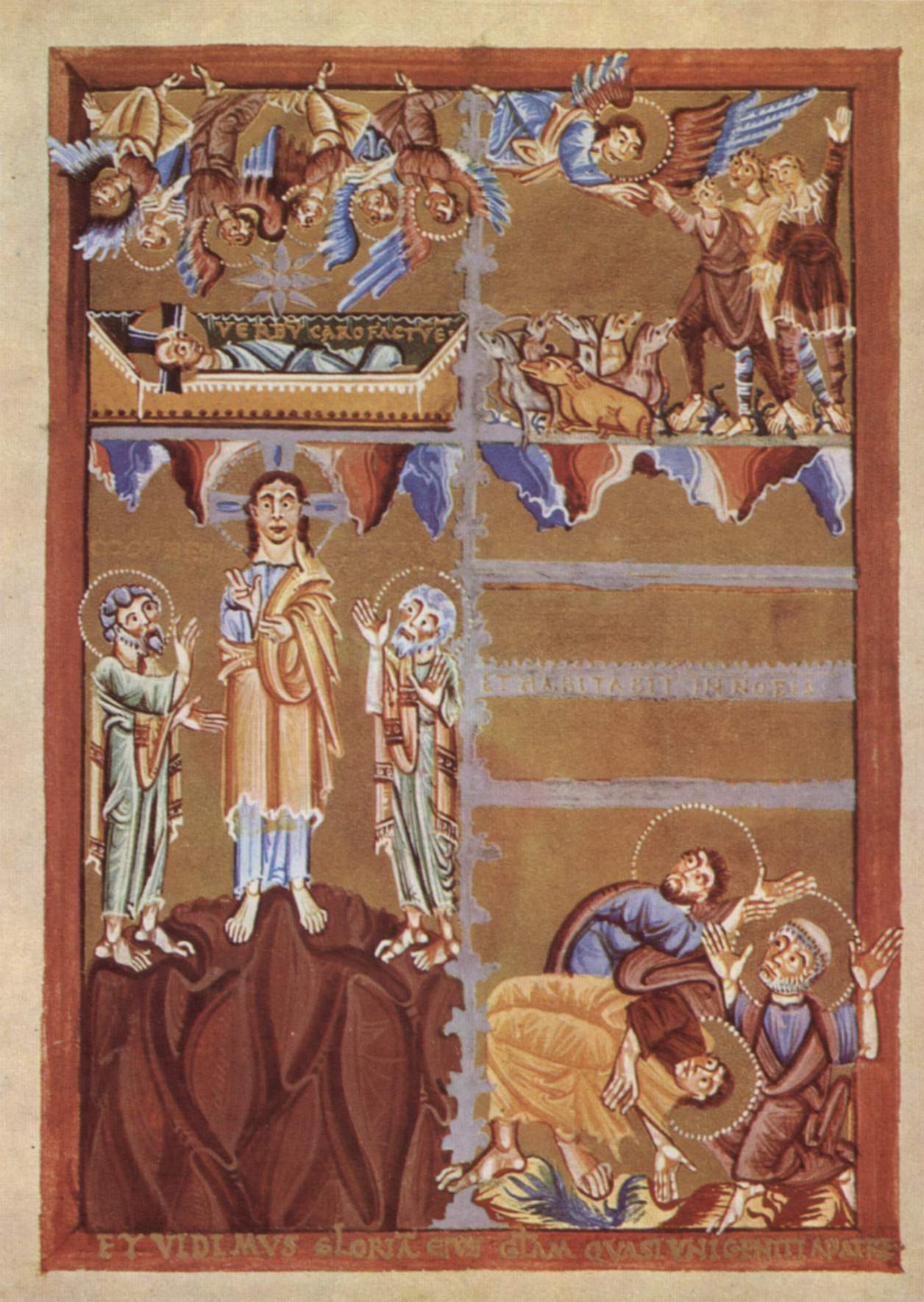
Natividade, acima, e Transfigurção abaixo, 1025–1050, Cologne
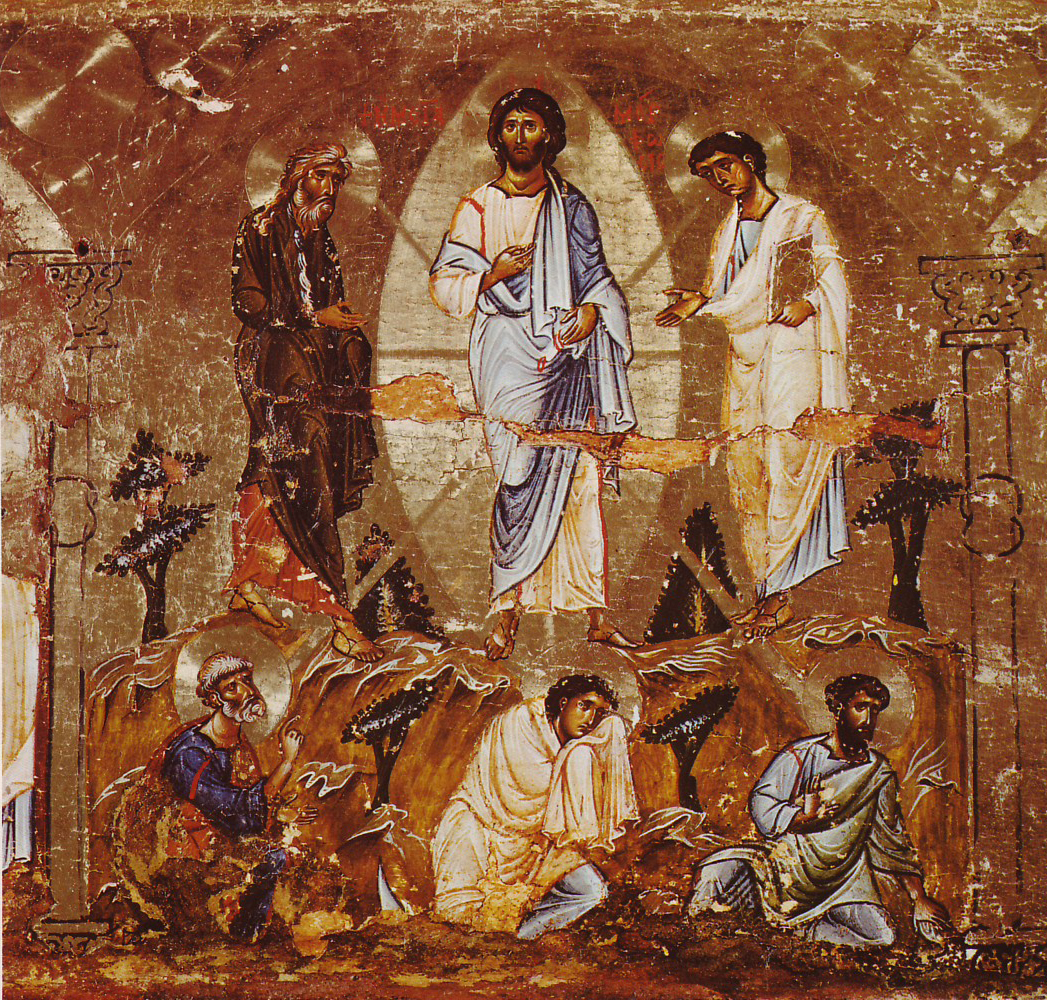
Mosteiro de Santa Catarina, século XII
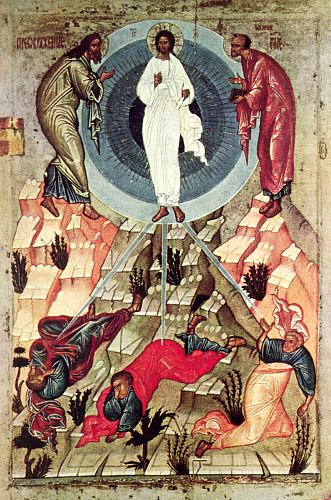
Escola de Novgorod, século XV
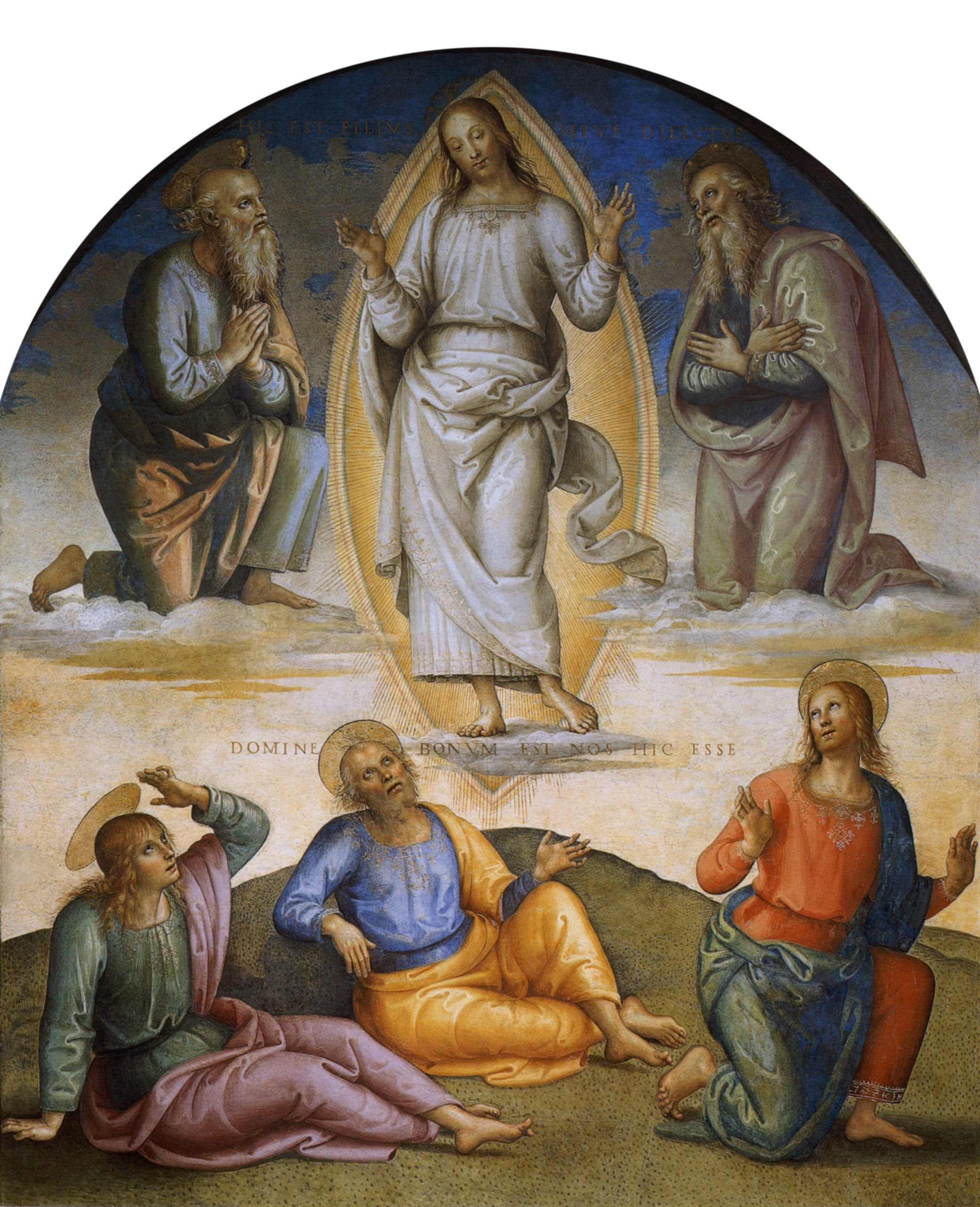
Pietro Perugino, c. 1500
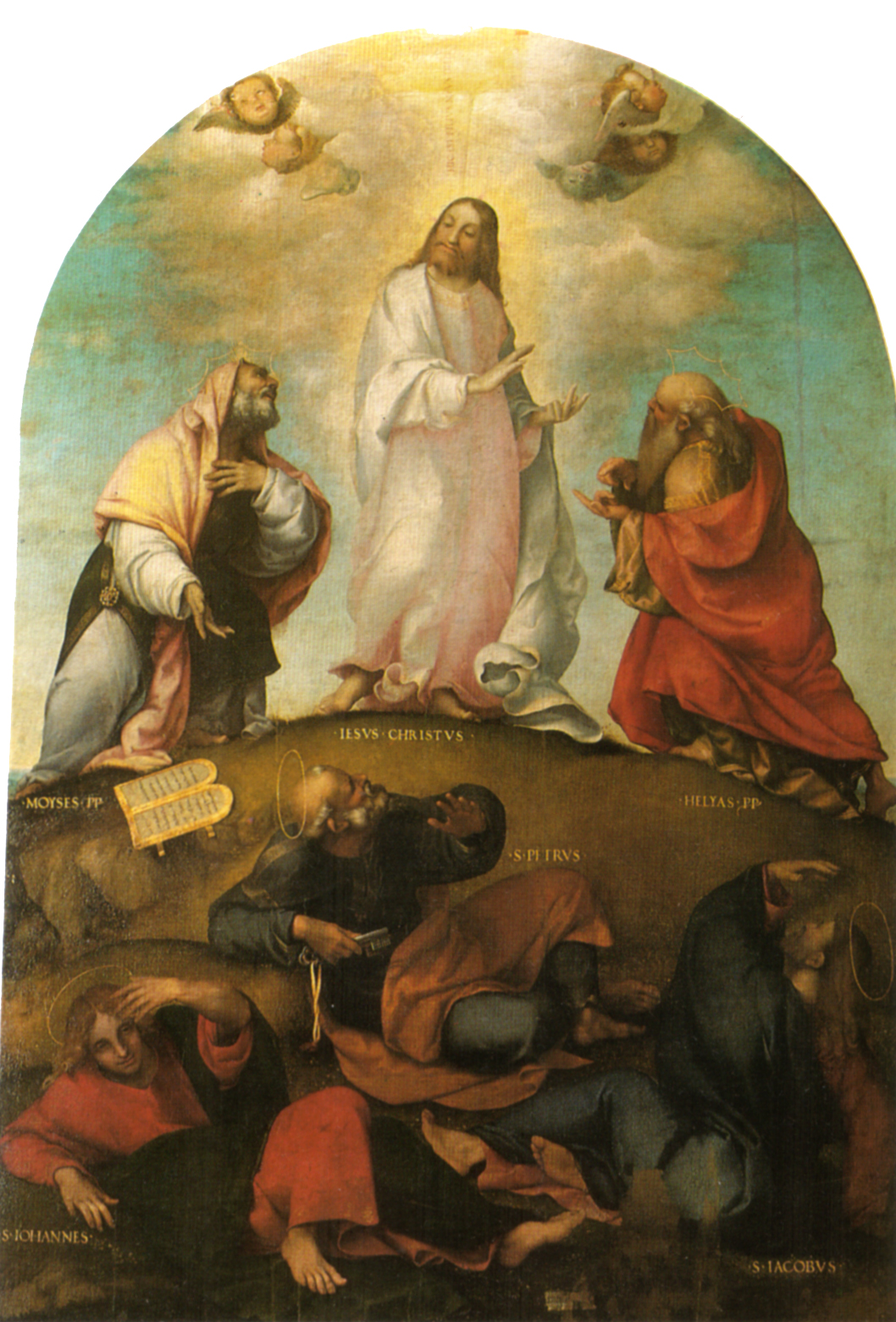
Transfiguração (Lotto) Lorenzo Lotto, 1510-1512
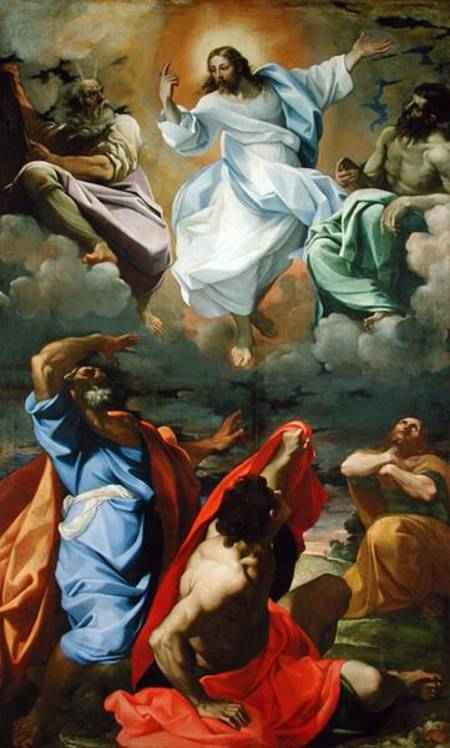
Lodovico Carracci, 1594